# Strömsnäsbruk
Strömsnäsbruk is een plaats in de gemeente Markaryd in het landschap Småland en de provincie Kronobergs län in Zweden. De plaats heeft 2006 inwoners (2005) en een oppervlakte van 326 hectare.

## Verkeer en vervoer
Bij de plaats lopen de E4 en Länsväg 120.